# Pomnik Piotra I w Petersburgu (plac Senacki)

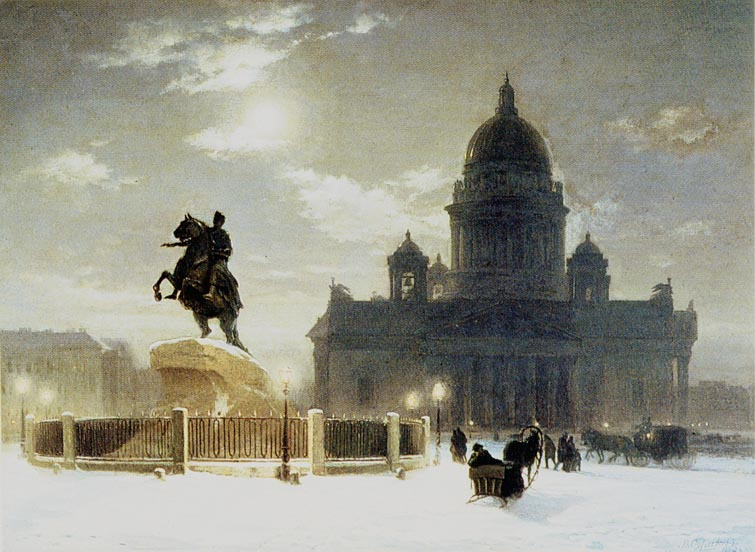
Obraz przedstawiający pomnik autorstwa Wasilija Surikowa

Pomnik Piotra I w Petersburgu (tzw. Jeździec miedziany, ros. Медный всадник) – pomnik Piotra Wielkiego, wykonany przez francuskiego rzeźbiarza Étienne Maurice Falconeta, jeden z symboli Petersburga. 
Nazwany  Jeźdźcem miedzianym w jednym z ostatnich utworów napisanych przez Aleksandra Puszkina, który nawiązuje w poemacie właśnie do tego monumentu. Nazwa ta stała się popularna ze względu na dużą popularność poematu. 

## Pomnik

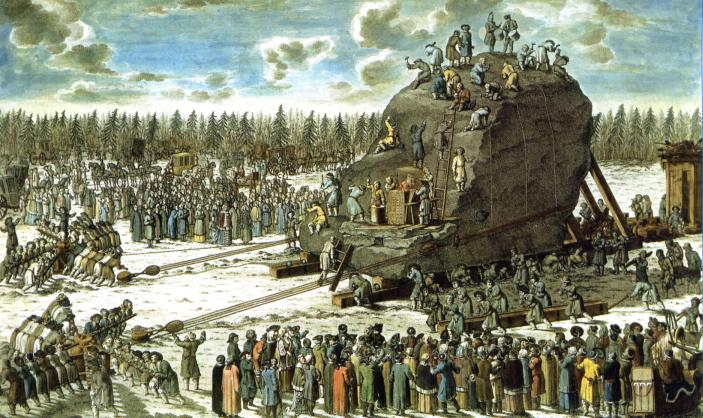
Transport Kamienia Grzmotu w obecności Katarzyny II, obraz z 1770 roku

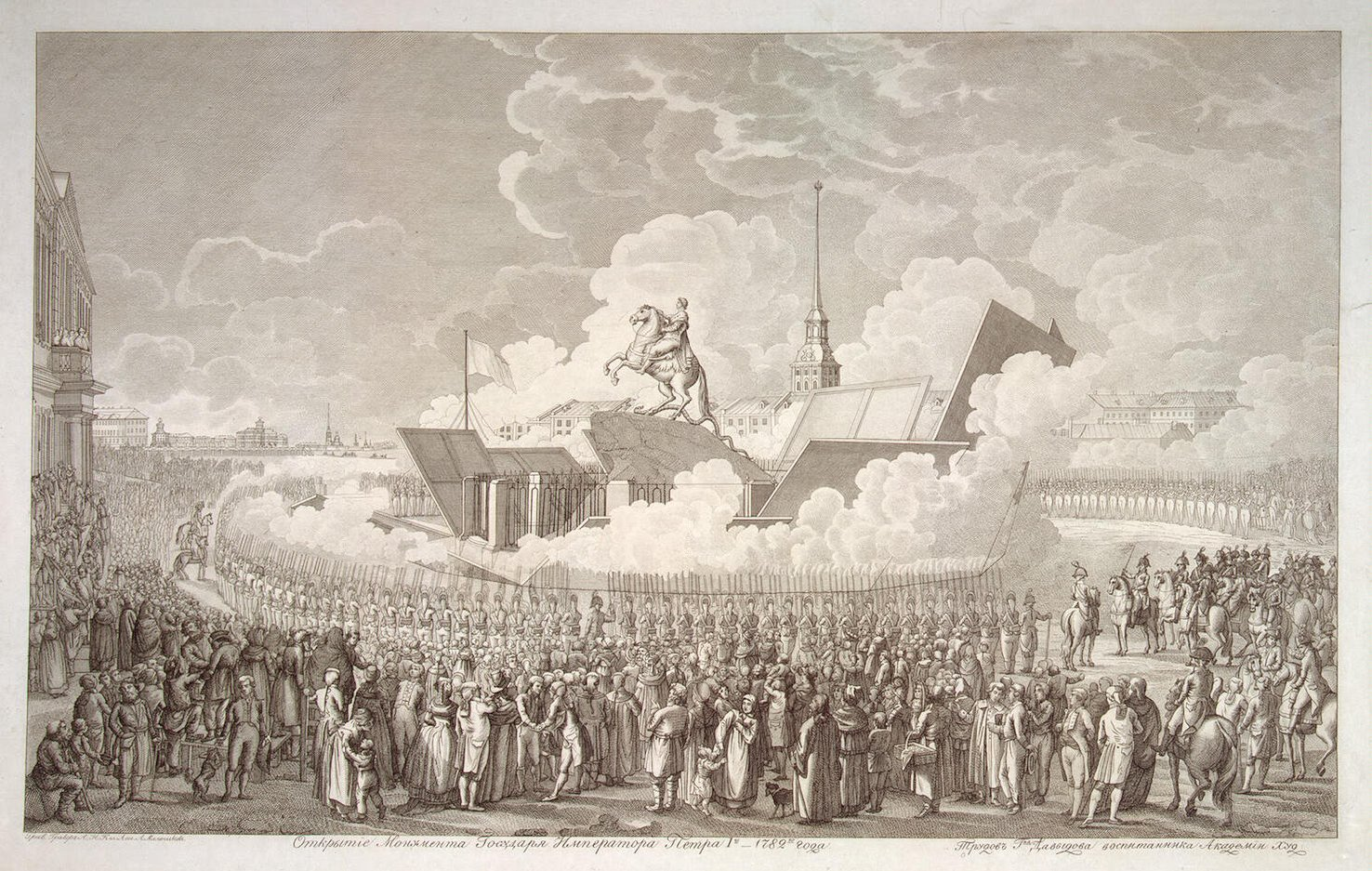
Odsłonięcie pomnika, rysunek autorstwa A. Dawidowa z 1782 roku

Pomnik konny Piotra Wielkiego znajduje się na placu Senackim (przejściowo noszącym nazwę Placu Dekabrystów) w Petersburgu. Pomysłodawczynią pomnika była Katarzyna II Wielka, będąca żoną cara Piotra III. Katarzyna, która w wyniku przewrotu objęła władzę w Rosji 9 czerwca 1762, chcąc uzyskać pełną legitymizację władzy w oczach poddanych, postanowiła wznieść pomnik na cześć słynnego cara Rosji Piotra I Wielkiego. Nakazała wówczas, by na ogromnym pomniku znalazła się inskrypcja w języku łacińskim: Petro Primo Catharina Secunda MDCCLXXXII i rosyjskim: Петру перьвому Екатерина вторая, лѣта 1782. Obie inskrypcje oznaczają: „Piotrowi Pierwszemu Katarzyna Druga, roku 1782” – mają stanowić potwierdzenie słuszności jej panowania i zapewnienie sobie miejsca wśród wielkich władców Rosji.
W dniu 7 sierpnia 1782 roku, po czternastu latach pracy gotowy posąg osadzony na cokole został odsłonięty podczas uroczystości z udziałem tysięcy widzów. Na uroczystości widoczny był jednak brak autora pomnika Étienne’a Maurice’a Falconeta, który nie zjawił się na hucznie obchodzonym wydarzeniu z powodu konfliktu do jakiego doszło między nim a cesarzową Katarzyną II, przez który zmuszony był do opuszczenia Rosji na cztery lata przed ukończeniem pomnika.
Postać Piotra Wielkiego na koniu ma wyciągniętą rękę wskazującą w stronę Newy na zachodzie, rzeźbiarz postawą postaci na wzburzonym koniu chciał uchwycić dramatyczność sceny na skraju urwiska. Wraz z cokołem posąg mierzy w sumie około 13 metrów wysokości, z czego na brązowy odlew posągu przypada około 6, a na cokół 7 metrów.

## Kamień Grzmotu
Posąg jeźdźca umieszczony jest na ogromnym postumencie wykonanym z granitowego głazu narzutowego znanego pod nazwą Kamień Grzmotu – (ros. Гром-камня). Głaz znaleziono w Łachcie, na prawym brzegu Newy na północny zachód od Petersburga w Zatoce Fińskiej około 6 kilometrów w głębi lądu, w 1768 roku. Swoją nazwę postument zawdzięcza miejscowej legendzie, według której grzmot spowodował rozłamanie głazu na kawałki. Francuski rzeźbiarz Falconet początkowo chciał pracować przy jego obróbce w miejscu jego znalezienia, jednak Katarzyna II nakazała przeniesienie głazu zanim zostanie on przecięty na mniejsze kawałki. Znajdował się on wówczas na terenach bagnistych, gdzie zatopiony był do połowy, więc wymagało to opracowania nowych metod w celu jego przeniesienia. O przeprowadzenie projektu poproszono Greka Marinosa Carburisa, pochodzącego z wyspy Kefalinia należącej do Republiki Weneckiej, który był podpułkownikiem w Armii Rosyjskiej. Marinos Carburis (gr. Μαρίνος Χαρμπούρης) studiował inżynierię w Wiedniu i jest uważany za pierwszego Greka, który uzyskał dyplom z inżynierii. Po oczekiwaniu na zimę, gdy ziemia była zmrożona, zaczęto przeciągać kamień przez okoliczne wsie. Dokonano tego za pomocą specjalnych metalowych sań i kul wykonanych z brązu.
Kamień Grzmotu jest określany czasem jako „największy kamień kiedykolwiek przeniesiony przez człowieka”. Jest on nie tylko niezwykle duży (jego waga przed obróbką wynosiła około 1500 ton, a po obróbce około 1250 ton), ale również został on efektownie przeniesiony lądem na odległość 9 kilometrów do Zatoki Fińskiej siłą ludzkich rąk, bez użycia zwierząt i jakichkolwiek maszyn. Następnie transportowany był statkiem do rzeki Newy, i w końcu do jego obecnego miejsca posadowienia.

## Oblężenie Leningradu
Według legendy pochodzącej z XIX wieku, panuje przekonanie iż póki pomnik Jeźdźca miedzianego będzie stał w centrum Sankt Petersburga, dopóty siły wroga nigdy nie zdołają zdobyć miasta. W czasie trwającego blisko 900 dni oblężenia Leningradu podczas II wojny światowej, pomnik nie został zdjęty, lecz przykryty workami z piaskiem i zabudowany konstrukcją drewnianą mającą chronić go przed niemieckimi nalotami bombowymi. Ochrona pomnika poskutkowała i przez cały okres oblężenia miasta Jeździec miedziany pozostał praktycznie nietknięty, a miasto – niezdobyte.

## W kulturze masowej
W 1833 Aleksander Puszkin napisał poemat Jeździec miedziany, którego nazwa nawiązuje do najsłynniejszego wówczas pomnika Imperium Rosyjskiego, a treść stanowią rozważania autora nad charakterem Sankt Petersburga oraz w przedmiocie roli Piotra I w dziejach Rosji i jego wpływie na stan ducha rosyjskiego.
8 września 2009 wydawnictwo HarperCollins wydało ponad 900-stronicową powieść Jeździec miedziany, której autorką jest amerykańska pisarka rosyjskiego pochodzenia Paullina Simons.
Pomnik znalazł się na wielu radzieckich i rosyjskich znaczkach pocztowych. 10 stycznia 1947 Poczta ZSRR wydała znaczek o nominale 50 kopiejek, przedstawiający Jeźdźca miedzianego. Jeździec miedziany znajduje się także na serii znaczków wydanych w maju 2003 przez Pocztę Rosyjską z okazji 300-lecia miasta Sankt Petersburg (trzy znaczki o wartościach nominalnych: 50 rubli, 75 rubli i 100 rubli).